# Ставки (Краматорський район)
Ставки — селище в Україні, в Лиманській міській територіальній громаді Донецької області. Населення становить 803 особи.Відстань до центру громади автошляхом місцевого значення становить близько 8 км.Селище засноване у 1931р. за розповіддю місцевого жителя

## Населення
За даними перепису 2001 року населення селища становило 803 особи, із них 86,8 % зазначили рідною мову українську, 13,08 % — російську та 0,12 % — вірменську.

## Клімат
| Клімат Ставків          | Клімат Ставків | Клімат Ставків | Клімат Ставків | Клімат Ставків | Клімат Ставків | Клімат Ставків | Клімат Ставків | Клімат Ставків | Клімат Ставків | Клімат Ставків | Клімат Ставків | Клімат Ставків | Клімат Ставків |
| Показник                | Січ.           | Лют.           | Бер.           | Квіт.          | Трав.          | Черв.          | Лип.           | Серп.          | Вер.           | Жовт.          | Лист.          | Груд.          | Рік            |
| Середній максимум, °C   | −2,9           | −2,2           | 3,0            | 13,9           | 21,1           | 24,9           | 26,7           | 26,0           | 20,3           | 12,3           | 4,6            | 0,0            | 12,3           |
| Середня температура, °C | −5,9           | −5,4           | −0,3           | 9,2            | 15,9           | 19,7           | 21,6           | 20,8           | 15,4           | 8,3            | 1,8            | −2,5           | 8,3            |
| Середній мінімум, °C    | −8,9           | −8,5           | −3,6           | 4,6            | 10,8           | 14,6           | 16,5           | 15,6           | 10,5           | 4,4            | −1             | −5             | 4,16           |
| Норма опадів, мм        | 45             | 36             | 32             | 40             | 47             | 61             | 52             | 42             | 38             | 30             | 43             | 53             | 43.25          |
| ----------------------- | -------------- | -------------- | -------------- | -------------- | -------------- | -------------- | -------------- | -------------- | -------------- | -------------- | -------------- | -------------- | -------------- |
| Джерело:                |                |                |                |                |                |                |                |                |                |                |                |                |                |